# Людина без минулого
«Людина без минулого» (фін. Mies vailla menneisyyttä) — фільм фінського кінорежисера Акі Каурісмякі (2002), другий із трилогії «Фінляндія» (першим фільмом трилогії є «Дрейфуючі хмари» (1996), третім — «Вогні у сутінках» (2006)). 98 % рецензентів на сайті Rotten Tomatoes залишили схвальний відгук про фільм.

## Сюжет
Головний герой належить до улюбленої Каурісмякі породи невдах, які наближаються до краю прірви і заглядають у неї, але «останньої хвилини кидають виклик долі й відмовляються слідувати визначеним шляхом трагедії, наче вона не більш ніж бананова шкірка, на якій їм випало посковзнутися» (The New York Times).
Безробітний чоловік із фінської провінції приїжджає до Гельсінкі в пошуках роботи. У парку поруч із вокзалом його жорстоко б'ють невідомі. У стані коми його доставляють до лікарні, і там його пульс зупиняється. Проте стається диво: коли лікарі залишають палату, чоловік приходить до тями та йде з лікарні. Втративши пам'ять, цей немолодий чоловік без імені починає своє життя з нуля. У нього немає дому, зате є старий музичний автомат. Стати на ноги йому допомагають небагаті жителі нетрів. Він заводить стосунки зі співробітницею «Армії спасіння», ініціює оновлення репертуару місцевого ансамблю і випадково стає свідком пограбування банку. Його ім'я потрапляє до газет, а незабаром з'являється й дружина з колишнього життя…

## У фільмі знімалися
- Маркку Пелтола — невідомий
- Каті Оутінен — Ірма
- Анніккі Тяхті — менеджер блошиного ринку Армії порятунку
- Юхані Ніемела — Ніємінен
- Кайя Пакаринен — Кайса Ніємінен
- Сакарі Куосманен — Анттіла
- Аннелі Саулі — власниця бару
- Оуті Мяєнпяя — банківський клерк

## Нагороди
У 2002 році журі Каннського кінофестивалю під головуванням Девіда Лінча присудило фільму Гран-прі, а Каті Оутінен була удостоєна призу за найкращу жіночу роль. Через п'ять років Лінч виділив цю картину як фільм, який йому особливо сподобався в останні роки. Тим часом рішення каннського журі було сприйнято неоднозначно, тому що фіну одностайно пророкували найвищу нагороду — «Золоту пальмову гілку».
У 2003 році фільм був номінований на «Оскар» як найкращий фільм іноземною мовою, проте режисер відмовився приїхати до Лос-Анджелеса на знак протесту проти війни в Іраку.
Серед інших нагород слід зазначити приз ФІПРЕССІ «Фільм року» на кінофестивалі в Сан-Себастьяні, номінацію на премію «Сезар» в категорії «Найкращий фільм Євросоюзу», а також 7 номінацій на премію «Європейський кіноприз».

## Цікаві факти
- В останніх кадрах фільму у виконанні Анніккі Тяхті звучить прониклива пісня про виборгський парк Монрепо — саме там зустрілися батьки режисера. Вперше ця пісня була виконана нею ж в 1955 році[6].